# Vozokany (Nitra)
|  | No s'ha de confondre amb Vozokany (Trnava). |

Vozokany és un poble i municipi d'Eslovàquia que es troba a la regió de Nitra, al sud-oest del país.

## Història
La primera menció escrita de la vila es remunta al 1318.

## Demografia
| Godina             | 1994 | 2004   | 2014   | 2024   |
| ------------------ | ---- | ------ | ------ | ------ |
| Nombre de persones | 300  | 316    | 335    | 333    |
| Diferència         |      | +5,33% | +6,01% | −0,59% |

| Godina             | 2023 | 2024   |
| ------------------ | ---- | ------ |
| Nombre de persones | 339  | 333    |
| Diferència         |      | −1,76% |